# Élections municipales de 2014 dans le Loiret

Le département du Loiret (en rouge) sur une carte de France

Élections municipales de 2014 dans le Loiret présente les élections municipales qui se sont déroulées les 23 et 30 mars 2014 dans le  département français du Loiret.

## Déroulement des scrutins et résultats

### Participation
Le taux d'abstention au premier tour s'élève dans le Loiret à 37,92 %, un taux légèrement inférieur au taux national (38,62 %), mais dans la même tendance à la hausse par rapport à 2008 puisqu’il était dans le Loiret de 35,07 %.  C'est à Montargis que l'abstention a été la plus élevée avec 49,07 %, juste devant Pithiviers (49,03%). Au contraire c'est au Charme, près de Châtillon-Coligny, que les électeurs se sont le plus mobilisés : 130 des 138 habitants inscrits sur les listes électorales ont voté, soit un taux d’abstention de 5,8 %.

### Premier tour
82 % des électeurs des communes du Loiret, à savoir 274 communes sur 334, ont désigné leurs conseillers municipaux dès le premier tour. Une des explications tient au fait que cent communes de plus de 1 000 habitants ne comptabilisaient qu'une ou deux listes.
Huit des dix plus grosses villes du Loiret passent ainsi au premier tour : quatre sont gagnées par la droite (Orléans, Olivet, Montargis, Amilly pour l'UMP), quatre par la gauche (Saint-Jean-de-Braye et Saint-Jean-de-la-Ruelle pour le PS, Saran et Châlette-sur-Loing pour le Front de gauche). La plupart l’ont été dans des configurations de maires sortants ou d’adjoints qui prennent la relève. À l'instar de la tendance nationale, les listes de gauche subissent une forte érosion tandis que celles de droite au sens large progressent largement (74,7 % des suffrages exprimés avec le centre droit), portée par l'élan du score national de l'UMP et des élus locaux bien implantés. C’est le cas d'Hugues Saury, à Olivet, et, plus surprenant, de Serge Grouard à Orléans, qui affrontait cinq candidats.
A l’instar du niveau national, le Loiret connaît une poussée du Front national, qu’il convient toutefois de relativiser. À l’issue du 1er tour, le Loiret compte désormais 12 conseillers municipaux et 3 conseillers communautaires. Ces 12 élus FN (3 élus sur 55 à Orléans, 4 sur 26 à Chalette-sur-Loing, 2 sur 33 à Amilly, 1 sur 15 à Bazoches-les-Gallerandes et 2 sur 19 à Varennes-Changy) sont à rapporter aux 5 216 conseillers municipaux que compte le Loiret. L’entrée de trois élus à Orléans et d'un élu à la communauté d'agglomération d'Orléans constitue néanmoins une première .
La commune de Lion-en-Beauce (145 habitants), dans le canton d’Artenay, est une des deux communes de la région Centre, avec Crouy-sur-Cosson en Loir-et-Cher, à ne pas avoir de candidats pour le premier tour des élections municipales. Christian Morize, maire depuis 2008, ne souhaitait pas se représenter et aucun des huit autres conseillers municipaux n'a souhaité se présenter. Un ou des candidats pourront toutefois se manifester entre les deux tours. Si aucun candidat ne se présente, le préfet met en place une "délégation spéciale". Dotée de trois membres, cette délégation gère les affaires courantes, règlement des factures et des salaires.  Mandatée pour trois mois, elle peut être renouvelée autant de fois que nécessaire,.

## Maires sortants et maires élus des communes de plus de2 000 habitants
La gauche trébuche à Boigny-sur-Bionne, Briare, Châteauneuf-sur-Loire, La Ferté-Saint-Aubin, Patay et Pithiviers face à la droite. A l'inverse, elle remporte Dordives et Poilly-lez-Gien. Renouvelée à Montargis, Orléans et Olivet, la droite demeure majoritaire dans le département avec d'autres succès à Chevilly, Lailly-en-Val, Marcilly-en-Villette, Mardié, Puiseaux, Saint-Benoît-sur-Seine, Saint-Jean-le-Blanc et Traînou. Les centristes connaissent un bilan plus mitigé avec des renouvellements à Châtillon-sur-Loire, Fleury-les-Aubrais et Saint-Ay.
| Commune                    | Population | Maire sortant         | Parti | Parti | Maire élu               | Parti | Parti |
| -------------------------- | ---------- | --------------------- | ----- | ----- | ----------------------- | ----- | ----- |
| Amilly                     | 11 833     | Gérard Dupaty         |       | DVD   | Gérard Dupaty           |       | DVD   |
| Baule                      | 2 051      | Michel Olivier        |       | SE    | Patrick Échegut         |       | SE    |
| Beaugency                  | 7 580      | Claude Bourdin        |       | PS    | David Faucon            |       | DVG   |
| Boigny-sur-Bionne          | 2 159      | Michèle Fouliard      |       | DVG   | Luc Milliat             |       | DVD   |
| Bonny-sur-Loire            | 2 026      | Michel Lechauve       |       | DVD   | Michel Lechauve         |       | DVD   |
| Briare                     | 5 735      | Marius Collot         |       | DVG   | Pierre-François Bouguet |       | DVD   |
| Cepoy                      | 2 344      | Jean-Paul Schouleur   |       | DVD   | Jean-Paul Schouleur     |       | DVD   |
| Chaingy                    | 3 545      | Jean-Pierre Durand    |       | DVD   | Jean-Pierre Durand      |       | DVD   |
| Châlette-sur-Loing         | 13 104     | Franck Demaumont      |       | PCF   | Franck Demaumont        |       | PCF   |
| Château-Renard             | 2 255      | Marc Benedic          |       | UMP   | Marc Benedic            |       | UMP   |
| Châteauneuf-sur-Loire      | 7 947      | Loïs Lamoine          |       | PS    | Florence Galzin         |       | DVD   |
| Châtillon-Coligny          | 2 001      | Nicole Vignier        |       | DVD   | Nicole Vignier          |       | DVD   |
| Châtillon-sur-Loire        | 3 126      | Emmanuel Rat          |       | UDI   | Emmanuel Rat            |       | UDI   |
| Chécy                      | 8 415      | Jean-Vincent Vallies  |       | PS    | Jean-Vincent Vallies    |       | PS    |
| Chevilly                   | 2 571      | André Terrasse        |       | SE    | Bernard Texier          |       | DVD   |
| Cléry-Saint-André          | 3 283      | Clément Oziel         |       | UMP   | Gérard Corgnac          |       | DVD   |
| Corquilleroy               | 2 682      | René Beguin           |       | DVD   | René Beguin             |       | DVD   |
| Coullons                   | 2 462      | Hervé Pichery         |       | SE    | Hervé Pichery           |       | SE    |
| Courtenay                  | 3 990      | Francis Tisserand     |       | DVD   | Francis Tisserand       |       | DVD   |
| Dadonville                 | 2 360      | Marc Petetin          |       | DVG   | Marc Petetin            |       | DVG   |
| Donnery                    | 2 603      | Célina Grataroli      |       | DVD   | Daniel Chaufton         |       | DVD   |
| Dordives                   | 3 054      | Alain Douchet         |       | DVD   | Jean Berthaud           |       | DVG   |
| Fay-aux-Loges              | 3 383      | Anne Besnier          |       | PS    | Frédéric Mura           |       | DVG   |
| Ferrières-en-Gâtinais      | 3 462      | Gérard Larcheron      |       | DVD   | Gérard Larcheron        |       | DVD   |
| Fleury-les-Aubrais         | 21 132     | Pierre Bauchet        |       | MoDem | Marie-Agnès Linguet     |       | UDI   |
| Gien                       | 14 685     | Patrick Chierico      |       | DVD   | Christian Bouleau       |       | UMP   |
| Ingré                      | 7 952      | Christian Dumas       |       | PS    | Christian Dumas         |       | PS    |
| Jargeau                    | 4 483      | Jean-Marc Gibey       |       | PS    | Jean-Marc Gibey         |       | PS    |
| La Chapelle-Saint-Mesmin   | 9 800      | Nicolas Bonneau       |       | PS    | Nicolas Bonneau         |       | PS    |
| La Ferté-Saint-Aubin       | 7 144      | Philippe Froment      |       | PS    | Constance de Pélichy    |       | DVD   |
| Lailly-en-Val              | 2 687      | Yves Fichou           |       | SE    | Philippe Gaudry         |       | DVD   |
| Lorris                     | 2 989      | Jean-Paul Godfroy     |       | UMP   | Valérie Martin          |       | DVD   |
| Loury                      | 2 538      | Bernard Léger         |       | DVD   | Bernard Léger           |       | DVD   |
| Malesherbes                | 6 203      | Michel Guérin         |       | UMP   | Delmira Dauvilliers     |       | DVD   |
| Marcilly-en-Villette       | 2 013      | Xavier Deschamps      |       | SE    | Hervé Nieuviarts        |       | DVD   |
| Mardié                     | 2 543      | Christian Thomas      |       | SE    | Christian Thomas        |       | DVD   |
| Meung-sur-Loire            | 6 100      | Pauline Martin        |       | DVD   | Pauline Martin          |       | DVD   |
| Montargis                  | 14 616     | Jean-Pierre Door      |       | UMP   | Jean-Pierre Door        |       | UMP   |
| Neuville-aux-Bois          | 4 170      | Michel Martin         |       | DVG   | Michel Martin           |       | DVG   |
| Nogent-sur-Vernisson       | 2 610      | Monique Piot          |       | DVD   | Monique Piot            |       | DVD   |
| Olivet                     | 19 551     | Hugues Saury          |       | UMP   | Hugues Saury            |       | UMP   |
| Orléans                    | 114 185    | Serge Grouard         |       | UMP   | Serge Grouard           |       | UMP   |
| Ormes                      | 3 532      | Alain Touchard        |       | UMP   | Alain Touchard          |       | UMP   |
| Ouzouer-sur-Loire          | 2 762      | Michel Rigaux         |       | SE    | Michel Rigaux           |       | SE    |
| Pannes                     | 3 461      | Dominique Laurent     |       | DVD   | Dominique Laurent       |       | DVD   |
| Patay                      | 2 075      | Hubert Abraham        |       | PS    | Marc Leblond            |       | DVD   |
| Pithiviers                 | 8 893      | Marie-Thérèse Bonneau |       | PS    | Philippe Nolland        |       | UMP   |
| Poilly-lez-Gien            | 2 370      | Jean Rivier           |       | SE    | Alain Chaborel          |       | DVG   |
| Puiseaux                   | 3 316      | Claude Houzé          |       | SE    | Michel Touraine         |       | DVD   |
| Saint-Ay                   | 3 147      | Frédéric Cuillerier   |       | NC    | Frédéric Cuillerier     |       | NC    |
| Saint-Benoît-sur-Loire     | 2 060      | Gilbert Coutellier    |       | SE    | Gilles Burgevin         |       | DVD   |
| Saint-Cyr-en-Val           | 3 066      | Christian Braux       |       | DVD   | Christian Braux         |       | DVD   |
| Saint-Denis-de-l'Hôtel     | 2 934      | Jean-Pierre Garnier   |       | DVD   | Jean-Pierre Garnier     |       | DVD   |
| Saint-Denis-en-Val         | 7 166      | Jacques Martinet      |       | DVD   | Jacques Martinet        |       | DVD   |
| Saint-Hilaire-Saint-Mesmin | 2 866      | Christian Olive       |       | MoDem | Patrick Pinault         |       | DVD   |
| Saint-Jean-de-Braye        | 19 257     | David Thiberge        |       | PS    | David Thiberge          |       | PS    |
| Saint-Jean-de-la-Ruelle    | 16 680     | Christophe Chaillou   |       | PS    | Christophe Chaillou     |       | PS    |
| Saint-Jean-le-Blanc        | 8 136      | Jackie Zinsius        |       | SE    | Christian Bois          |       | UMP   |
| Saint-Pryvé-Saint-Mesmin   | 5 148      | Thierry Cousin        |       | UMP   | Thierry Cousin          |       | UMP   |
| Sandillon                  | 3 908      | Daniel Brusseau       |       | DVD   | Gérard Malbo            |       | DVD   |
| Saran                      | 15 200     | Maryvonne Hautin      |       | PC    | Maryvonne Hautin        |       | PC    |
| Semoy                      | 3 205      | Pierre Ody            |       | PS    | Laurent Baude           |       | DVG   |
| Sully-sur-Loire            | 5 455      | Daniel Sablon         |       | DVD   | Jean-Luc Riglet         |       | DVD   |
| Tigy                       | 2 296      | Jean-Yves Coco        |       | DVD   | Noël Le Goff            |       | DVD   |
| Traînou                    | 3 150      | Michel Pothain        |       | SE    | Jean-Yves Gueugnon      |       | DVD   |
| Villemandeur               | 6 572      | Denise Serrano        |       | DVD   | Denise Serrano          |       | DVD   |

## Résultats dans les communes de plus de2 000 habitants

### Amilly
- Maire sortant : Gérard Dupaty (DVD)
- 33 sièges à pourvoir au conseil municipal (population légale 2011 : 11 833 habitants)
- 8 sièges à pourvoir au conseil communautaire (CA montargoise et rives du Loing)

|                          | Gérard Dupaty *     | DVD            | 3 119 | 61,08  | 27 | 7 |  |  |
|                          | Grégory Gaboret     | DVG            | 919   | 17,99  | 3  | 1 |  |  |
|                          | Jean-Claude Lesueur | FN             | 776   | 15,19  | 2  |   |  |  |
|                          | Éric Louis          | PCF            | 292   | 5,71   | 1  |   |  |  |
|                          |                     |                |       |        |    |   |  |  |
| Inscrits                 | Inscrits            | Inscrits       | 8 795 | 100,00 |    |   |  |  |
| Abstentions              | Abstentions         | Abstentions    | 3 569 | 40,58  |    |   |  |  |
| Votants                  | Votants             | Votants        | 5 226 | 59,42  |    |   |  |  |
| Blancs et nuls           | Blancs et nuls      | Blancs et nuls | 120   | 2,30   |    |   |  |  |
| Exprimés                 | Exprimés            | Exprimés       | 5 106 | 97,70  |    |   |  |  |
| * Liste du maire sortant |                     |                |       |        |    |   |  |  |

### Baule
- Maire sortant : Michel Olivier
- 19 sièges à pourvoir au conseil municipal (population légale 2011 : 2 051 habitants)
- 4 sièges à pourvoir au conseil communautaire (CC des Terres du Val de Loire)

|                | Patrick Echegut | SE             | 745   | 100,00 | 19 | 4 |  |  |
|                |                 |                |       |        |    |   |  |  |
| Inscrits       | Inscrits        | Inscrits       | 1 563 | 100,00 |    |   |  |  |
| Abstentions    | Abstentions     | Abstentions    | 704   | 45,04  |    |   |  |  |
| Votants        | Votants         | Votants        | 859   | 54,96  |    |   |  |  |
| Blancs et nuls | Blancs et nuls  | Blancs et nuls | 114   | 13,27  |    |   |  |  |
| Exprimés       | Exprimés        | Exprimés       | 745   | 86,73  |    |   |  |  |

### Beaugency
- Maire sortant : Claude Bourdin (PS)
- 29 sièges à pourvoir au conseil municipal (population légale 2011 : 7 580 habitants)
- 9 sièges à pourvoir au conseil communautaire (CC des Terres du Val de Loire)

| Tête de liste  | Tête de liste     | Liste          | Premier tour | Premier tour | Second tour | Second tour | Sièges | Sièges |
| Tête de liste  | Tête de liste     | Liste          | Voix         | %            | Voix        | %           | CM     | CC     |
| -------------- | ----------------- | -------------- | ------------ | ------------ | ----------- | ----------- | ------ | ------ |
|                | David Faucon      | DVG            | 1 448        | 44,10        | 1 865       | 58,40       | 23     | 7      |
|                | Joël Lainé        | UMP            | 884          | 26,92        | 1 328       | 41,59       | 6      | 2      |
|                | Agnès Quatrehomme | PS-EELV        | 661          | 20,13        |             |             |        |        |
|                | Laetitia Plessis  | DVD            | 290          | 8,83         |             |             |        |        |
|                |                   |                |              |              |             |             |        |        |
| Inscrits       | Inscrits          | Inscrits       | 5 540        | 100,00       | 5 540       | 100,00      |        |        |
| Abstentions    | Abstentions       | Abstentions    | 2 165        | 39,08        | 2 235       | 40,34       |        |        |
| Votants        | Votants           | Votants        | 3 375        | 60,92        | 3 305       | 59,66       |        |        |
| Blancs et nuls | Blancs et nuls    | Blancs et nuls | 92           | 2,73         | 112         | 3,39        |        |        |
| Exprimés       | Exprimés          | Exprimés       | 3 283        | 97,27        | 3 193       | 96,61       |        |        |

### Boigny-sur-Bionne
- Maire sortant : Michèle Fouliard
- 19 sièges à pourvoir au conseil municipal (population légale 2011 : 2 159 habitants)
- 2 sièges à pourvoir au conseil communautaire (Orléans Métropole)

|                          | Luc Milliat        | DVD            | 638   | 57,16  | 15 | 2 |  |  |
|                          | Michèle Fouliard * | DVG            | 478   | 42,83  | 4  |   |  |  |
|                          |                    |                |       |        |    |   |  |  |
| Inscrits                 | Inscrits           | Inscrits       | 1 705 | 100,00 |    |   |  |  |
| Abstentions              | Abstentions        | Abstentions    | 553   | 32,43  |    |   |  |  |
| Votants                  | Votants            | Votants        | 1 152 | 67,57  |    |   |  |  |
| Blancs et nuls           | Blancs et nuls     | Blancs et nuls | 36    | 3,13   |    |   |  |  |
| Exprimés                 | Exprimés           | Exprimés       | 1 116 | 96,88  |    |   |  |  |
| * Liste du maire sortant |                    |                |       |        |    |   |  |  |

### Bonny-sur-Loire
- Maire sortant : Michel Lechauve
- 19 sièges à pourvoir au conseil municipal (population légale 2011 : 2 026 habitants)
- 4 sièges à pourvoir au conseil communautaire (CC du Berry Loire Puisaye)

|                          | Michel Lechauve * | DVD            | 589   | 100,00 | 19 | 4 |  |  |
|                          |                   |                |       |        |    |   |  |  |
| Inscrits                 | Inscrits          | Inscrits       | 1 337 | 100,00 |    |   |  |  |
| Abstentions              | Abstentions       | Abstentions    | 537   | 40,16  |    |   |  |  |
| Votants                  | Votants           | Votants        | 800   | 59,84  |    |   |  |  |
| Blancs et nuls           | Blancs et nuls    | Blancs et nuls | 211   | 26,38  |    |   |  |  |
| Exprimés                 | Exprimés          | Exprimés       | 589   | 73,63  |    |   |  |  |
| * Liste du maire sortant |                   |                |       |        |    |   |  |  |

### Briare
- Maire sortant : Marius Collot (DVG)
- 29 sièges à pourvoir au conseil municipal (population légale 2011 : 5 735 habitants)
- 8 sièges à pourvoir au conseil communautaire (CC du Berry Loire Puisaye)

| Tête de liste  | Tête de liste           | Liste          | Premier tour | Premier tour | Second tour | Second tour | Sièges | Sièges |
| Tête de liste  | Tête de liste           | Liste          | Voix         | %            | Voix        | %           | CM     | CC     |
| -------------- | ----------------------- | -------------- | ------------ | ------------ | ----------- | ----------- | ------ | ------ |
|                | Georges Domergue        | DVD            | 797          | 32,83        | 1 116       | 46,51       | 6      | 2      |
|                | Pierre-François Bouguet | DVD            | 748          | 30,81        | 1 283       | 53,48       | 23     | 6      |
|                | Jihane Chelly           | DVG            | 654          | 26,94        |             |             |        |        |
|                | Monique Barret          | FG             | 228          | 9,39         |             |             |        |        |
|                |                         |                |              |              |             |             |        |        |
| Inscrits       | Inscrits                | Inscrits       | 4 201        | 100,00       | 4 201       | 100,00      |        |        |
| Abstentions    | Abstentions             | Abstentions    | 1 646        | 39,18        | 1 636       | 38,94       |        |        |
| Votants        | Votants                 | Votants        | 2 555        | 60,82        | 2 565       | 61,06       |        |        |
| Blancs et nuls | Blancs et nuls          | Blancs et nuls | 128          | 5,01         | 166         | 6,47        |        |        |
| Exprimés       | Exprimés                | Exprimés       | 2 427        | 94,99        | 2 399       | 93,53       |        |        |

### Cepoy
- Maire sortant : Jean-Paul Schouleur
- 19 sièges à pourvoir au conseil municipal (population légale 2011 : 2 344 habitants)
- 2 sièges à pourvoir au conseil communautaire (CA montargoise et rives du Loing)

|                          | Jean-Paul Schouleur * | DVD            | 781   | 74,73  | 17 | 2 |  |  |
|                          | Pierre-Arnaud Texier  | DVG            | 264   | 25,26  | 2  |   |  |  |
|                          |                       |                |       |        |    |   |  |  |
| Inscrits                 | Inscrits              | Inscrits       | 1 906 | 100,00 |    |   |  |  |
| Abstentions              | Abstentions           | Abstentions    | 797   | 41,82  |    |   |  |  |
| Votants                  | Votants               | Votants        | 1 109 | 58,18  |    |   |  |  |
| Blancs et nuls           | Blancs et nuls        | Blancs et nuls | 64    | 5,77   |    |   |  |  |
| Exprimés                 | Exprimés              | Exprimés       | 1 045 | 94,23  |    |   |  |  |
| * Liste du maire sortant |                       |                |       |        |    |   |  |  |

### Chaingy
- Maire sortant : Jean-Pierre Durand (SE)
- 27 sièges à pourvoir au conseil municipal (population légale 2011 : 3 545 habitants)
- 4 sièges à pourvoir au conseil communautaire (CC des Terres du Val de Loire)

|                          | Jean-Pierre Durand * | DVD            | 1 206 | 68,02  | 23 | 4 |  |  |
|                          | Franck Boulay        | DVG            | 567   | 31,97  | 4  |   |  |  |
|                          |                      |                |       |        |    |   |  |  |
| Inscrits                 | Inscrits             | Inscrits       | 2 665 | 100,00 |    |   |  |  |
| Abstentions              | Abstentions          | Abstentions    | 831   | 31,18  |    |   |  |  |
| Votants                  | Votants              | Votants        | 1 834 | 68,82  |    |   |  |  |
| Blancs et nuls           | Blancs et nuls       | Blancs et nuls | 61    | 3,33   |    |   |  |  |
| Exprimés                 | Exprimés             | Exprimés       | 1 773 | 96,67  |    |   |  |  |
| * Liste du maire sortant |                      |                |       |        |    |   |  |  |

### Châlette-sur-Loing
- Maire sortant : Franck Demaumont (PCF)
- 33 sièges à pourvoir au conseil municipal (population légale 2011 : 13 104 habitants)
- 9 sièges à pourvoir au conseil communautaire (CA montargoise et rives du Loing)

|                          | Franck Demaumont * | PCF            | 2 220 | 53,68  | 26 | 8 |  |  |
|                          | Annette Morand     | FN             | 996   | 24,08  | 4  | 1 |  |  |
|                          | Michèle Periers    | UMP-UDI        | 624   | 15,09  | 2  |   |  |  |
|                          | Halit Sumar        | SE             | 295   | 7,13   | 1  |   |  |  |
|                          |                    |                |       |        |    |   |  |  |
| Inscrits                 | Inscrits           | Inscrits       | 7 540 | 100,00 |    |   |  |  |
| Abstentions              | Abstentions        | Abstentions    | 3 221 | 42,72  |    |   |  |  |
| Votants                  | Votants            | Votants        | 4 319 | 57,28  |    |   |  |  |
| Blancs et nuls           | Blancs et nuls     | Blancs et nuls | 184   | 4,26   |    |   |  |  |
| Exprimés                 | Exprimés           | Exprimés       | 4 135 | 95,74  |    |   |  |  |
| * Liste du maire sortant |                    |                |       |        |    |   |  |  |

### Château-Renard
- Maire sortant : Marc Benedic (UMP)
- 19 sièges à pourvoir au conseil municipal (population légale 2011 : 2 255 habitants)
- 3 sièges à pourvoir au conseil communautaire (CC de la Cléry, du Betz et de l'Ouanne)

|                          | Marc Benedic * | DVD            | 601   | 100,00 | 19 | 3 |  |  |
|                          |                |                |       |        |    |   |  |  |
| Inscrits                 | Inscrits       | Inscrits       | 1 626 | 100,00 |    |   |  |  |
| Abstentions              | Abstentions    | Abstentions    | 729   | 44,83  |    |   |  |  |
| Votants                  | Votants        | Votants        | 897   | 55,17  |    |   |  |  |
| Blancs et nuls           | Blancs et nuls | Blancs et nuls | 296   | 33,00  |    |   |  |  |
| Exprimés                 | Exprimés       | Exprimés       | 601   | 67,00  |    |   |  |  |
| * Liste du maire sortant |                |                |       |        |    |   |  |  |

### Châteauneuf-sur-Loire
- Maire sortant : Loïs Lamoine (PS)
- 29 sièges à pourvoir au conseil municipal (population légale 2011 : 7 947 habitants)
- 8 sièges à pourvoir au conseil communautaire (CC des Loges)

|                          | Florence Galzin | DVD            | 1 875 | 57,07  | 23 | 6 |  |  |
|                          | Loïs Lamoine *  | DVG            | 1 410 | 42,92  | 6  | 2 |  |  |
|                          |                 |                |       |        |    |   |  |  |
| Inscrits                 | Inscrits        | Inscrits       | 5 472 | 100,00 |    |   |  |  |
| Abstentions              | Abstentions     | Abstentions    | 1 969 | 35,98  |    |   |  |  |
| Votants                  | Votants         | Votants        | 3 503 | 64,02  |    |   |  |  |
| Blancs et nuls           | Blancs et nuls  | Blancs et nuls | 218   | 6,22   |    |   |  |  |
| Exprimés                 | Exprimés        | Exprimés       | 3 285 | 93,78  |    |   |  |  |
| * Liste du maire sortant |                 |                |       |        |    |   |  |  |

### Châtillon-Coligny
- Maire sortant : Nicole Vignier
- 19 sièges à pourvoir au conseil municipal (population légale 2011 : 2 001 habitants)
- 3 sièges à pourvoir au conseil communautaire (CC Canaux et Forêts en Gâtinais)

|                          | Nicole Vignier * | DVD            | 584   | 100,00 | 19 | 3 |  |  |
|                          |                  |                |       |        |    |   |  |  |
| Inscrits                 | Inscrits         | Inscrits       | 1 408 | 100,00 |    |   |  |  |
| Abstentions              | Abstentions      | Abstentions    | 621   | 44,11  |    |   |  |  |
| Votants                  | Votants          | Votants        | 787   | 55,89  |    |   |  |  |
| Blancs et nuls           | Blancs et nuls   | Blancs et nuls | 203   | 25,79  |    |   |  |  |
| Exprimés                 | Exprimés         | Exprimés       | 584   | 74,21  |    |   |  |  |
| * Liste du maire sortant |                  |                |       |        |    |   |  |  |

### Châtillon-sur-Loire
- Maire sortant : Emmanuel Rat
- 23 sièges à pourvoir au conseil municipal (population légale 2011 : 3 126 habitants)
- 8 sièges à pourvoir au conseil communautaire (CC du Berry Loire Puisaye)

|                          | Emmanuel Rat * | DVD            | 1 042 | 100,00 | 23 | 8 |  |  |
|                          |                |                |       |        |    |   |  |  |
| Inscrits                 | Inscrits       | Inscrits       | 2 391 | 100,00 |    |   |  |  |
| Abstentions              | Abstentions    | Abstentions    | 981   | 41,03  |    |   |  |  |
| Votants                  | Votants        | Votants        | 1 410 | 58,97  |    |   |  |  |
| Blancs et nuls           | Blancs et nuls | Blancs et nuls | 368   | 26,10  |    |   |  |  |
| Exprimés                 | Exprimés       | Exprimés       | 1 042 | 73,90  |    |   |  |  |
| * Liste du maire sortant |                |                |       |        |    |   |  |  |

### Chécy
- Maire sortant : Jean-Vincent Vallies (PS)
- 29 sièges à pourvoir au conseil municipal (population légale 2011 : 8 415 habitants)
- 3 sièges à pourvoir au conseil communautaire (Orléans Métropole)

|                          | Jean-Vincent Vallies * | PS-PCF-EELV    | 2 285 | 58,36  | 24 | 3 |  |  |
|                          | Laurence Picard        | DVD            | 886   | 22,63  | 3  |   |  |  |
|                          | Michaël Vaqueta        | DVD            | 744   | 19,00  | 2  |   |  |  |
|                          |                        |                |       |        |    |   |  |  |
| Inscrits                 | Inscrits               | Inscrits       | 6 241 | 100,00 |    |   |  |  |
| Abstentions              | Abstentions            | Abstentions    | 2 184 | 34,99  |    |   |  |  |
| Votants                  | Votants                | Votants        | 4 057 | 65,01  |    |   |  |  |
| Blancs et nuls           | Blancs et nuls         | Blancs et nuls | 142   | 3,50   |    |   |  |  |
| Exprimés                 | Exprimés               | Exprimés       | 3 915 | 96,50  |    |   |  |  |
| * Liste du maire sortant |                        |                |       |        |    |   |  |  |

### Chevilly
- Maire sortant : André Terrasse
- 23 sièges à pourvoir au conseil municipal (population légale 2011 : 2 571 habitants)
- 6 sièges à pourvoir au conseil communautaire (CC de la Beauce Loirétaine)

|                | Bernard Texier | DVD            | 753   | 100,00 | 23 | 6 |  |  |
|                |                |                |       |        |    |   |  |  |
| Inscrits       | Inscrits       | Inscrits       | 1 872 | 100,00 |    |   |  |  |
| Abstentions    | Abstentions    | Abstentions    | 845   | 45,14  |    |   |  |  |
| Votants        | Votants        | Votants        | 1 027 | 54,86  |    |   |  |  |
| Blancs et nuls | Blancs et nuls | Blancs et nuls | 274   | 26,68  |    |   |  |  |
| Exprimés       | Exprimés       | Exprimés       | 753   | 73,32  |    |   |  |  |

### Cléry-Saint-André
- Maire sortant : Clément Oziel (UMP)
- 23 sièges à pourvoir au conseil municipal (population légale 2011 : 3 283 habitants)
- 7 sièges à pourvoir au conseil communautaire (CC des Terres du Val de Loire)

|                | Gérard Corgnac      | DVD            | 868   | 50,08  | 18 | 6 |  |  |
|                | Olivier Jouin       | DVG            | 679   | 39,18  | 4  | 1 |  |  |
|                | Grégory Bubenheimer | DVD            | 186   | 10,73  | 1  |   |  |  |
|                |                     |                |       |        |    |   |  |  |
| Inscrits       | Inscrits            | Inscrits       | 2 482 | 100,00 |    |   |  |  |
| Abstentions    | Abstentions         | Abstentions    | 696   | 28,04  |    |   |  |  |
| Votants        | Votants             | Votants        | 1 786 | 71,96  |    |   |  |  |
| Blancs et nuls | Blancs et nuls      | Blancs et nuls | 53    | 2,97   |    |   |  |  |
| Exprimés       | Exprimés            | Exprimés       | 1 733 | 97,03  |    |   |  |  |

### Corquilleroy
- Maire sortant : René Beguin
- 23 sièges à pourvoir au conseil municipal (population légale 2011 : 2 682 habitants)
- 2 sièges à pourvoir au conseil communautaire (CA montargoise et rives du Loing)

|                          | René Beguin *  | DVD            | 777   | 100,00 | 23 | 2 |  |  |
|                          |                |                |       |        |    |   |  |  |
| Inscrits                 | Inscrits       | Inscrits       | 1 803 | 100,00 |    |   |  |  |
| Abstentions              | Abstentions    | Abstentions    | 833   | 46,20  |    |   |  |  |
| Votants                  | Votants        | Votants        | 970   | 53,80  |    |   |  |  |
| Blancs et nuls           | Blancs et nuls | Blancs et nuls | 193   | 19,90  |    |   |  |  |
| Exprimés                 | Exprimés       | Exprimés       | 777   | 80,10  |    |   |  |  |
| * Liste du maire sortant |                |                |       |        |    |   |  |  |

### Coullons
- Maire sortant : Hervé Pichery
- 19 sièges à pourvoir au conseil municipal (population légale 2011 : 2 462 habitants)
- 5 sièges à pourvoir au conseil communautaire (Communauté des communes giennoises)

|                          | Hervé Pichery * | UDI-MoDem      | 888   | 69,97  | 16 | 5 |  |  |
|                          | Alain Aubel     | UDI            | 381   | 30,02  | 3  |   |  |  |
|                          |                 |                |       |        |    |   |  |  |
| Inscrits                 | Inscrits        | Inscrits       | 1 774 | 100,00 |    |   |  |  |
| Abstentions              | Abstentions     | Abstentions    | 457   | 25,76  |    |   |  |  |
| Votants                  | Votants         | Votants        | 1 317 | 74,24  |    |   |  |  |
| Blancs et nuls           | Blancs et nuls  | Blancs et nuls | 48    | 3,64   |    |   |  |  |
| Exprimés                 | Exprimés        | Exprimés       | 1 269 | 96,36  |    |   |  |  |
| * Liste du maire sortant |                 |                |       |        |    |   |  |  |

### Courtenay
- Maire sortant : Francis Tisserand
- 27 sièges à pourvoir au conseil municipal (population légale 2011 : 3 990 habitants)
- 7 sièges à pourvoir au conseil communautaire (CC de la Cléry, du Betz et de l'Ouanne)

| Tête de liste            | Tête de liste       | Liste          | Premier tour | Premier tour | Second tour | Second tour | Sièges | Sièges |
| Tête de liste            | Tête de liste       | Liste          | Voix         | %            | Voix        | %           | CM     | CC     |
| ------------------------ | ------------------- | -------------- | ------------ | ------------ | ----------- | ----------- | ------ | ------ |
|                          | Francis Tisserand * | DVD            | 751          | 40,31        | 984         | 51,89       | 21     | 6      |
|                          | Philippe Follet     | UDI            | 565          | 30,32        | 912         | 48,10       | 6      | 1      |
|                          | Patrice Pelizzari   | DVG            | 547          | 29,36        |             |             |        |        |
|                          |                     |                |              |              |             |             |        |        |
| Inscrits                 | Inscrits            | Inscrits       | 2 945        | 100,00       | 2 945       | 100,00      |        |        |
| Abstentions              | Abstentions         | Abstentions    | 1 022        | 34,70        | 979         | 33,24       |        |        |
| Votants                  | Votants             | Votants        | 1 923        | 65,30        | 1 966       | 66,76       |        |        |
| Blancs et nuls           | Blancs et nuls      | Blancs et nuls | 60           | 3,12         | 70          | 3,56        |        |        |
| Exprimés                 | Exprimés            | Exprimés       | 1 863        | 96,88        | 1 896       | 96,44       |        |        |
| * Liste du maire sortant |                     |                |              |              |             |             |        |        |

### Dadonville
- Maire sortant : Marc Petetin
- 19 sièges à pourvoir au conseil municipal (population légale 2011 : 2 360 habitants)
- 7 sièges à pourvoir au conseil communautaire (CC du Pithiverais)

|                          | Marc Petetin * | DVG            | 713   | 100,00 | 19 | 7 |  |  |
|                          |                |                |       |        |    |   |  |  |
| Inscrits                 | Inscrits       | Inscrits       | 1 676 | 100,00 |    |   |  |  |
| Abstentions              | Abstentions    | Abstentions    | 777   | 46,36  |    |   |  |  |
| Votants                  | Votants        | Votants        | 899   | 53,64  |    |   |  |  |
| Blancs et nuls           | Blancs et nuls | Blancs et nuls | 186   | 20,69  |    |   |  |  |
| Exprimés                 | Exprimés       | Exprimés       | 713   | 79,31  |    |   |  |  |
| * Liste du maire sortant |                |                |       |        |    |   |  |  |

### Donnery
- Maire sortant : Célina Grataroli
- 23 sièges à pourvoir au conseil municipal (population légale 2011 : 2 603 habitants)
- 3 sièges à pourvoir au conseil communautaire (CC des Loges)

| Tête de liste            | Tête de liste      | Liste          | Premier tour | Premier tour | Second tour | Second tour | Sièges | Sièges |
| Tête de liste            | Tête de liste      | Liste          | Voix         | %            | Voix        | %           | CM     | CC     |
| ------------------------ | ------------------ | -------------- | ------------ | ------------ | ----------- | ----------- | ------ | ------ |
|                          | Daniel Chaufton    | DVD            | 571          | 39,13        | 964         | 66,66       | 19     | 3      |
|                          | Célina Grataroli * | DVD            | 477          | 32,69        | 482         | 33,33       | 4      |        |
|                          | Jacques Cotteray   | DVD            | 411          | 28,16        |             |             |        |        |
|                          |                    |                |              |              |             |             |        |        |
| Inscrits                 | Inscrits           | Inscrits       | 2 018        | 100,00       | 2 018       | 100,00      |        |        |
| Abstentions              | Abstentions        | Abstentions    | 517          | 25,62        | 534         | 26,46       |        |        |
| Votants                  | Votants            | Votants        | 1 501        | 74,38        | 1 484       | 73,54       |        |        |
| Blancs et nuls           | Blancs et nuls     | Blancs et nuls | 42           | 2,80         | 38          | 2,56        |        |        |
| Exprimés                 | Exprimés           | Exprimés       | 1 459        | 97,20        | 1 446       | 97,44       |        |        |
| * Liste du maire sortant |                    |                |              |              |             |             |        |        |

### Dordives
- Maire sortant : Alain Douchet
- 23 sièges à pourvoir au conseil municipal (population légale 2011 : 3 054 habitants)
- 4 sièges à pourvoir au conseil communautaire (CC des Quatre Vallées)

|                          | Jean Berthaud   | DVG            | 701   | 51,50  | 18 | 3 |  |  |
|                          | Alain Douchet * | DVD            | 660   | 48,49  | 5  | 1 |  |  |
|                          |                 |                |       |        |    |   |  |  |
| Inscrits                 | Inscrits        | Inscrits       | 2 206 | 100,00 |    |   |  |  |
| Abstentions              | Abstentions     | Abstentions    | 786   | 35,63  |    |   |  |  |
| Votants                  | Votants         | Votants        | 1 420 | 64,37  |    |   |  |  |
| Blancs et nuls           | Blancs et nuls  | Blancs et nuls | 59    | 4,15   |    |   |  |  |
| Exprimés                 | Exprimés        | Exprimés       | 1 361 | 95,85  |    |   |  |  |
| * Liste du maire sortant |                 |                |       |        |    |   |  |  |

### Fay-aux-Loges
- Maire sortant : Anne Besnier
- 23 sièges à pourvoir au conseil municipal (population légale 2011 : 3 383 habitants)
- 4 sièges à pourvoir au conseil communautaire (CC des Loges)

|                | Frédéric Mura  | DVG            | 773   | 50,88  | 18 | 3 |  |  |
|                | Richard Ramos  | DVD            | 746   | 49,11  | 5  | 1 |  |  |
|                |                |                |       |        |    |   |  |  |
| Inscrits       | Inscrits       | Inscrits       | 2 304 | 100,00 |    |   |  |  |
| Abstentions    | Abstentions    | Abstentions    | 670   | 29,08  |    |   |  |  |
| Votants        | Votants        | Votants        | 1 634 | 70,92  |    |   |  |  |
| Blancs et nuls | Blancs et nuls | Blancs et nuls | 115   | 7,04   |    |   |  |  |
| Exprimés       | Exprimés       | Exprimés       | 1 519 | 92,96  |    |   |  |  |

### Ferrières
- Maire sortant : Gérard Larcheron
- 23 sièges à pourvoir au conseil municipal (population légale 2011 : 3 462 habitants)
- 4 sièges à pourvoir au conseil communautaire (CC des Quatre Vallées)

|                          | Gérard Larcheron * | DVD            | 1 130 | 72,20  | 20 | 4 |  |  |
|                          | Patrice Sarrasin   | SE             | 435   | 27,79  | 3  |   |  |  |
|                          |                    |                |       |        |    |   |  |  |
| Inscrits                 | Inscrits           | Inscrits       | 2 563 | 100,00 |    |   |  |  |
| Abstentions              | Abstentions        | Abstentions    | 894   | 34,88  |    |   |  |  |
| Votants                  | Votants            | Votants        | 1 669 | 65,12  |    |   |  |  |
| Blancs et nuls           | Blancs et nuls     | Blancs et nuls | 104   | 6,23   |    |   |  |  |
| Exprimés                 | Exprimés           | Exprimés       | 1 565 | 93,77  |    |   |  |  |
| * Liste du maire sortant |                    |                |       |        |    |   |  |  |

### Fleury-les-Aubrais
- Maire sortant : Pierre Bauchet (MoDem)
- 35 sièges à pourvoir au conseil municipal (population légale 2011 : 21 132 habitants)
- 6 sièges à pourvoir au conseil communautaire (Orléans Métropole)

| Tête de liste  | Tête de liste       | Liste          | Premier tour | Premier tour | Second tour | Second tour | Sièges | Sièges |
| Tête de liste  | Tête de liste       | Liste          | Voix         | %            | Voix        | %           | CM     | CC     |
| -------------- | ------------------- | -------------- | ------------ | ------------ | ----------- | ----------- | ------ | ------ |
|                | Marie-Agnès Linguet | DVD            | 2 768        | 41,10        | 3 796       | 55,47       | 27     | 5      |
|                | Carole Canette      | PS             | 1 854        | 27,53        | 3 047       | 44,52       | 8      | 1      |
|                | Alain Romero        | FG             | 1 051        | 15,60        |             |             |        |        |
|                | Stéphane Kuzbyt     | DVG            | 834          | 12,38        |             |             |        |        |
|                | Patrick Lamiable    | EXG            | 227          | 3,37         |             |             |        |        |
|                |                     |                |              |              |             |             |        |        |
| Inscrits       | Inscrits            | Inscrits       | 13 305       | 100,00       | 13 305      | 100,00      |        |        |
| Abstentions    | Abstentions         | Abstentions    | 6 177        | 46,43        | 6 069       | 45,61       |        |        |
| Votants        | Votants             | Votants        | 7 128        | 53,57        | 7 236       | 54,39       |        |        |
| Blancs et nuls | Blancs et nuls      | Blancs et nuls | 394          | 5,53         | 393         | 5,43        |        |        |
| Exprimés       | Exprimés            | Exprimés       | 6 734        | 94,47        | 6 843       | 94,57       |        |        |

### Gien
- Maire sortant : Patrick Chierico (DVD)
- 33 sièges à pourvoir au conseil municipal (population légale 2011 : 14 685 habitants)
- 17 sièges à pourvoir au conseil communautaire (Communauté des communes giennoises)

| Tête de liste            | Tête de liste      | Liste          | Premier tour | Premier tour | Second tour | Second tour | Sièges | Sièges |
| Tête de liste            | Tête de liste      | Liste          | Voix         | %            | Voix        | %           | CM     | CC     |
| ------------------------ | ------------------ | -------------- | ------------ | ------------ | ----------- | ----------- | ------ | ------ |
|                          | Christian Bouleau  | DVD            | 1 555        | 33,27        | 2 616       | 55,60       | 26     | 14     |
|                          | Patrick Chierico * | DVD            | 1 478        | 31,62        | 2 089       | 44,39       | 7      | 3      |
|                          | Michel Ravoyard    | PS-PCF-EELV    | 874          | 18,70        |             |             |        |        |
|                          | Martine Ragey      | UDI            | 485          | 10,37        |             |             |        |        |
|                          | Sylvie Vauvilliers | DVG            | 281          | 6,01         |             |             |        |        |
|                          |                    |                |              |              |             |             |        |        |
| Inscrits                 | Inscrits           | Inscrits       | 8 731        | 100,00       | 8 731       | 100,00      |        |        |
| Abstentions              | Abstentions        | Abstentions    | 3 849        | 44,08        | 3 656       | 41,87       |        |        |
| Votants                  | Votants            | Votants        | 4 882        | 55,92        | 5 075       | 58,13       |        |        |
| Blancs et nuls           | Blancs et nuls     | Blancs et nuls | 209          | 4,28         | 370         | 7,29        |        |        |
| Exprimés                 | Exprimés           | Exprimés       | 4 673        | 95,72        | 4 705       | 92,71       |        |        |
| * Liste du maire sortant |                    |                |              |              |             |             |        |        |

### Ingré
- Maire sortant : Christian Dumas (PS)
- 29 sièges à pourvoir au conseil municipal (population légale 2011 : 7 952 habitants)
- 3 sièges à pourvoir au conseil communautaire (Orléans Métropole)

|                          | Christian Dumas * | PS             | 2 379 | 61,18  | 24 | 2 |  |  |
|                          | Philippe Gougeon  | DVD            | 1 509 | 38,81  | 5  | 1 |  |  |
|                          |                   |                |       |        |    |   |  |  |
| Inscrits                 | Inscrits          | Inscrits       | 6 118 | 100,00 |    |   |  |  |
| Abstentions              | Abstentions       | Abstentions    | 2 083 | 34,05  |    |   |  |  |
| Votants                  | Votants           | Votants        | 4 035 | 65,95  |    |   |  |  |
| Blancs et nuls           | Blancs et nuls    | Blancs et nuls | 147   | 3,64   |    |   |  |  |
| Exprimés                 | Exprimés          | Exprimés       | 3 888 | 96,36  |    |   |  |  |
| * Liste du maire sortant |                   |                |       |        |    |   |  |  |

### Jargeau
- Maire sortant : Jean-Marc Gibey (PS)
- 27 sièges à pourvoir au conseil municipal (population légale 2011 : 4 483 habitants)
- 5 sièges à pourvoir au conseil communautaire (CC des Loges)

|                          | Jean-Marc Gibey * | DVG            | 1 062 | 100,00 | 27 | 5 |  |  |
|                          |                   |                |       |        |    |   |  |  |
| Inscrits                 | Inscrits          | Inscrits       | 3 117 | 100,00 |    |   |  |  |
| Abstentions              | Abstentions       | Abstentions    | 1 522 | 48,83  |    |   |  |  |
| Votants                  | Votants           | Votants        | 1 595 | 51,17  |    |   |  |  |
| Blancs et nuls           | Blancs et nuls    | Blancs et nuls | 533   | 33,42  |    |   |  |  |
| Exprimés                 | Exprimés          | Exprimés       | 1 062 | 66,58  |    |   |  |  |
| * Liste du maire sortant |                   |                |       |        |    |   |  |  |

### La Chapelle-Saint-Mesmin
- Maire sortant : Nicolas Bonneau (PS)
- 29 sièges à pourvoir au conseil municipal (population légale 2011 : 9 800 habitants)
- 3 sièges à pourvoir au conseil communautaire (Orléans Métropole)

|                          | Nicolas Bonneau *  | PS             | 2 513 | 64,05  | 24 | 2 |  |  |
|                          | Christian Boutigny | DVD            | 1 410 | 35,94  | 5  | 1 |  |  |
|                          |                    |                |       |        |    |   |  |  |
| Inscrits                 | Inscrits           | Inscrits       | 6 845 | 100,00 |    |   |  |  |
| Abstentions              | Abstentions        | Abstentions    | 2 689 | 39,28  |    |   |  |  |
| Votants                  | Votants            | Votants        | 4 156 | 60,72  |    |   |  |  |
| Blancs et nuls           | Blancs et nuls     | Blancs et nuls | 233   | 5,61   |    |   |  |  |
| Exprimés                 | Exprimés           | Exprimés       | 3 923 | 94,39  |    |   |  |  |
| * Liste du maire sortant |                    |                |       |        |    |   |  |  |

### La Ferté-Saint-Aubin
- Maire sortant : Philippe Froment (PS)
- 29 sièges à pourvoir au conseil municipal (population légale 2011 : 7 144 habitants)
- 11 sièges à pourvoir au conseil communautaire (CC des Portes de Sologne)

| Tête de liste            | Tête de liste        | Liste          | Premier tour | Premier tour | Second tour | Second tour | Sièges | Sièges |
| Tête de liste            | Tête de liste        | Liste          | Voix         | %            | Voix        | %           | CM     | CC     |
| ------------------------ | -------------------- | -------------- | ------------ | ------------ | ----------- | ----------- | ------ | ------ |
|                          | Philippe Froment *   | PS-PCF-EELV    | 1 546        | 42,25        | 1 858       | 48,38       | 7      | 2      |
|                          | Constance De Pélichy | DVD            | 1 387        | 37,90        | 1 982       | 51,61       | 22     | 9      |
|                          | Jean-Charles Juré    | SE             | 384          | 10,49        |             |             |        |        |
|                          | Jean-Marc Blanchon   | DVD            | 342          | 9,34         |             |             |        |        |
|                          |                      |                |              |              |             |             |        |        |
| Inscrits                 | Inscrits             | Inscrits       | 5 285        | 100,00       | 5 285       | 100,00      |        |        |
| Abstentions              | Abstentions          | Abstentions    | 1 529        | 28,93        | 1 364       | 25,81       |        |        |
| Votants                  | Votants              | Votants        | 3 756        | 71,07        | 3 921       | 74,19       |        |        |
| Blancs et nuls           | Blancs et nuls       | Blancs et nuls | 97           | 2,58         | 81          | 2,07        |        |        |
| Exprimés                 | Exprimés             | Exprimés       | 3 659        | 97,42        | 3 840       | 97,93       |        |        |
| * Liste du maire sortant |                      |                |              |              |             |             |        |        |

### Lailly-en-Val
- Maire sortant : Yves Fichou
- 23 sièges à pourvoir au conseil municipal (population légale 2011 : 2 687 habitants)
- 4 sièges à pourvoir au conseil communautaire (CC des Terres du Val de Loire)

|                | Philippe Gaudry | DVD            | 741   | 56,00  | 18 | 3 |  |  |
|                | Patrick Pichon  | DVG            | 582   | 43,99  | 5  | 1 |  |  |
|                |                 |                |       |        |    |   |  |  |
| Inscrits       | Inscrits        | Inscrits       | 1 947 | 100,00 |    |   |  |  |
| Abstentions    | Abstentions     | Abstentions    | 571   | 29,33  |    |   |  |  |
| Votants        | Votants         | Votants        | 1 376 | 70,67  |    |   |  |  |
| Blancs et nuls | Blancs et nuls  | Blancs et nuls | 53    | 3,85   |    |   |  |  |
| Exprimés       | Exprimés        | Exprimés       | 1 323 | 96,15  |    |   |  |  |

### Lorris
- Maire sortant : Jean-Paul Godfroy (UMP)
- 23 sièges à pourvoir au conseil municipal (population légale 2011 : 2 989 habitants)
- 4 sièges à pourvoir au conseil communautaire (CC Canaux et Forêts en Gâtinais)

|                | Valérie Martin      | DVD            | 745   | 57,39  | 19 | 4 |  |  |
|                | Jean-Claude Allaire | UDI            | 299   | 23,03  | 2  |   |  |  |
|                | Didier Bezard       | UMP            | 254   | 19,56  | 2  |   |  |  |
|                |                     |                |       |        |    |   |  |  |
| Inscrits       | Inscrits            | Inscrits       | 1 995 | 100,00 |    |   |  |  |
| Abstentions    | Abstentions         | Abstentions    | 603   | 30,23  |    |   |  |  |
| Votants        | Votants             | Votants        | 1 392 | 69,77  |    |   |  |  |
| Blancs et nuls | Blancs et nuls      | Blancs et nuls | 94    | 6,75   |    |   |  |  |
| Exprimés       | Exprimés            | Exprimés       | 1 298 | 93,25  |    |   |  |  |

### Loury
- Maire sortant : Bernard Léger
- 23 sièges à pourvoir au conseil municipal (population légale 2011 : 2 538 habitants)
- 3 sièges à pourvoir au conseil communautaire (CC de la Forêt)

|                          | Bernard Léger * | DVD            | 781   | 62,13  | 19 | 2 |  |  |
|                          | Maryse Bence    | DVG            | 476   | 37,86  | 4  | 1 |  |  |
|                          |                 |                |       |        |    |   |  |  |
| Inscrits                 | Inscrits        | Inscrits       | 1 940 | 100,00 |    |   |  |  |
| Abstentions              | Abstentions     | Abstentions    | 645   | 33,25  |    |   |  |  |
| Votants                  | Votants         | Votants        | 1 295 | 66,75  |    |   |  |  |
| Blancs et nuls           | Blancs et nuls  | Blancs et nuls | 38    | 2,93   |    |   |  |  |
| Exprimés                 | Exprimés        | Exprimés       | 1 257 | 97,07  |    |   |  |  |
| * Liste du maire sortant |                 |                |       |        |    |   |  |  |

### Malesherbes
- Maire sortant : Michel Guérin
- 29 sièges à pourvoir au conseil municipal (population légale 2011 : 6 203 habitants)
- 9 sièges à pourvoir au conseil communautaire (CC du Pithiverais-Gâtinais)

|                | Delmira Dauvilliers | DVD            | 1 259 | 65,67  | 24 | 8 |  |  |
|                | Bernard Moisy       | DVG            | 658   | 34,32  | 5  | 1 |  |  |
|                |                     |                |       |        |    |   |  |  |
| Inscrits       | Inscrits            | Inscrits       | 3 996 | 100,00 |    |   |  |  |
| Abstentions    | Abstentions         | Abstentions    | 1 938 | 48,50  |    |   |  |  |
| Votants        | Votants             | Votants        | 2 058 | 51,50  |    |   |  |  |
| Blancs et nuls | Blancs et nuls      | Blancs et nuls | 141   | 6,85   |    |   |  |  |
| Exprimés       | Exprimés            | Exprimés       | 1 917 | 93,15  |    |   |  |  |

### Marcilly-en-Villette
- Maire sortant : Xavier Deschamps
- 19 sièges à pourvoir au conseil municipal (population légale 2011 : 2 013 habitants)
- 4 sièges à pourvoir au conseil communautaire (CC des Portes de Sologne)

|                | Hervé Nieuviarts | DVD            | 893   | 72,01  | 17 | 4 |  |  |
|                | Patrick Brunet   | DVG            | 347   | 27,98  | 2  |   |  |  |
|                |                  |                |       |        |    |   |  |  |
| Inscrits       | Inscrits         | Inscrits       | 1 656 | 100,00 |    |   |  |  |
| Abstentions    | Abstentions      | Abstentions    | 377   | 22,77  |    |   |  |  |
| Votants        | Votants          | Votants        | 1 279 | 77,23  |    |   |  |  |
| Blancs et nuls | Blancs et nuls   | Blancs et nuls | 39    | 3,05   |    |   |  |  |
| Exprimés       | Exprimés         | Exprimés       | 1 240 | 96,95  |    |   |  |  |

### Mardié
- Maire sortant : Christian Thomas
- 23 sièges à pourvoir au conseil municipal (population légale 2011 : 2 543 habitants)
- 2 sièges à pourvoir au conseil communautaire (Orléans Métropole)

|                          | Christian Thomas *  | DVD            | 780   | 60,93  | 19 | 2 |  |  |
|                          | Dominique Lautrette | DVG            | 500   | 39,06  | 4  |   |  |  |
|                          |                     |                |       |        |    |   |  |  |
| Inscrits                 | Inscrits            | Inscrits       | 2 064 | 100,00 |    |   |  |  |
| Abstentions              | Abstentions         | Abstentions    | 718   | 34,79  |    |   |  |  |
| Votants                  | Votants             | Votants        | 1 346 | 65,21  |    |   |  |  |
| Blancs et nuls           | Blancs et nuls      | Blancs et nuls | 66    | 4,90   |    |   |  |  |
| Exprimés                 | Exprimés            | Exprimés       | 1 280 | 95,10  |    |   |  |  |
| * Liste du maire sortant |                     |                |       |        |    |   |  |  |

### Meung-sur-Loire
- Maire sortant : Pauline Martin
- 29 sièges à pourvoir au conseil municipal (population légale 2011 : 6 100 habitants)
- 7 sièges à pourvoir au conseil communautaire (CC des Terres du Val de Loire)

|                          | Pauline Martin *       | DVD            | 1 494 | 58,58  | 23 | 6 |  |  |
|                          | Jean-Paul Zapf Lacroix | DVD            | 542   | 21,25  | 3  | 1 |  |  |
|                          | Christian Barbotin     | DVG            | 514   | 20,15  | 3  |   |  |  |
|                          |                        |                |       |        |    |   |  |  |
| Inscrits                 | Inscrits               | Inscrits       | 4 375 | 100,00 |    |   |  |  |
| Abstentions              | Abstentions            | Abstentions    | 1 732 | 39,59  |    |   |  |  |
| Votants                  | Votants                | Votants        | 2 643 | 60,41  |    |   |  |  |
| Blancs et nuls           | Blancs et nuls         | Blancs et nuls | 93    | 3,52   |    |   |  |  |
| Exprimés                 | Exprimés               | Exprimés       | 2 550 | 96,48  |    |   |  |  |
| * Liste du maire sortant |                        |                |       |        |    |   |  |  |

### Montargis
- Maire sortant : Jean-Pierre Door (UMP)
- 33 sièges à pourvoir au conseil municipal (population légale 2011 : 14 616 habitants)
- 11 sièges à pourvoir au conseil communautaire (CA montargoise et rives du Loing)

|                          | Jean-Pierre Door *  | UMP            | 2 284 | 53,15  | 26 | 9 |  |  |
|                          | Jacques Reboul      | PCF            | 832   | 19,36  | 3  | 1 |  |  |
|                          | Lise Gabrielle      | SE             | 695   | 16,17  | 3  | 1 |  |  |
|                          | Christophe Belabbes | DVG            | 345   | 8,02   | 1  |   |  |  |
|                          | Dominique Clergue   | EXG            | 141   | 3,28   |    |   |  |  |
|                          |                     |                |       |        |    |   |  |  |
| Inscrits                 | Inscrits            | Inscrits       | 8 816 | 100,00 |    |   |  |  |
| Abstentions              | Abstentions         | Abstentions    | 4 326 | 49,07  |    |   |  |  |
| Votants                  | Votants             | Votants        | 4 490 | 50,93  |    |   |  |  |
| Blancs et nuls           | Blancs et nuls      | Blancs et nuls | 193   | 4,30   |    |   |  |  |
| Exprimés                 | Exprimés            | Exprimés       | 4 297 | 95,70  |    |   |  |  |
| * Liste du maire sortant |                     |                |       |        |    |   |  |  |

### Neuville-aux-Bois
- Maire sortant : Michel Martin
- 27 sièges à pourvoir au conseil municipal (population légale 2011 : 4 170 habitants)
- 5 sièges à pourvoir au conseil communautaire (CC de la Forêt)

|                          | Michel Martin * | DVG            | 1 110 | 57,87  | 22 | 4 |  |  |
|                          | Philippe Canon  | DVD            | 808   | 42,12  | 5  | 1 |  |  |
|                          |                 |                |       |        |    |   |  |  |
| Inscrits                 | Inscrits        | Inscrits       | 2 846 | 100,00 |    |   |  |  |
| Abstentions              | Abstentions     | Abstentions    | 794   | 27,90  |    |   |  |  |
| Votants                  | Votants         | Votants        | 2 052 | 72,10  |    |   |  |  |
| Blancs et nuls           | Blancs et nuls  | Blancs et nuls | 134   | 6,53   |    |   |  |  |
| Exprimés                 | Exprimés        | Exprimés       | 1 918 | 93,47  |    |   |  |  |
| * Liste du maire sortant |                 |                |       |        |    |   |  |  |

### Nogent-sur-Vernisson
- Maire sortant : Monique Piot
- 23 sièges à pourvoir au conseil municipal (population légale 2011 : 2 610 habitants)
- 3 sièges à pourvoir au conseil communautaire (CC Canaux et Forêts en Gâtinais)

| Tête de liste            | Tête de liste      | Liste          | Premier tour | Premier tour | Second tour | Second tour | Sièges | Sièges |
| Tête de liste            | Tête de liste      | Liste          | Voix         | %            | Voix        | %           | CM     | CC     |
| ------------------------ | ------------------ | -------------- | ------------ | ------------ | ----------- | ----------- | ------ | ------ |
|                          | Éliane Cognot      | DVD            | 456          | 39,00        | 632         | 53,92       | 18     | 2      |
|                          | Monique Piot *     | DVD            | 454          | 38,83        | 540         | 46,07       | 5      | 1      |
|                          | Jean-Luc Lauverjat | DVD            | 259          | 22,15        |             |             |        |        |
|                          |                    |                |              |              |             |             |        |        |
| Inscrits                 | Inscrits           | Inscrits       | 1 764        | 100,00       | 1 764       | 100,00      |        |        |
| Abstentions              | Abstentions        | Abstentions    | 556          | 31,52        | 561         | 31,80       |        |        |
| Votants                  | Votants            | Votants        | 1 208        | 68,48        | 1 203       | 68,20       |        |        |
| Blancs et nuls           | Blancs et nuls     | Blancs et nuls | 39           | 3,23         | 31          | 2,58        |        |        |
| Exprimés                 | Exprimés           | Exprimés       | 1 169        | 96,77        | 1 172       | 97,42       |        |        |
| * Liste du maire sortant |                    |                |              |              |             |             |        |        |

### Olivet
- Maire sortant : Hugues Saury (UMP)
- 33 sièges à pourvoir au conseil municipal (population légale 2011 : 19 551 habitants)
- 6 sièges à pourvoir au conseil communautaire (Orléans Métropole)

|                          | Hugues Saury * | DVD            | 6 041  | 74,54  | 29 | 5 |  |  |
|                          | Horace Soncy   | PS             | 2 063  | 25,45  | 4  | 1 |  |  |
|                          |                |                |        |        |    |   |  |  |
| Inscrits                 | Inscrits       | Inscrits       | 14 331 | 100,00 |    |   |  |  |
| Abstentions              | Abstentions    | Abstentions    | 5 760  | 40,19  |    |   |  |  |
| Votants                  | Votants        | Votants        | 8 571  | 59,81  |    |   |  |  |
| Blancs et nuls           | Blancs et nuls | Blancs et nuls | 467    | 5,45   |    |   |  |  |
| Exprimés                 | Exprimés       | Exprimés       | 8 104  | 94,55  |    |   |  |  |
| * Liste du maire sortant |                |                |        |        |    |   |  |  |

### Orléans
- Maire sortant : Serge Grouard (UMP)
- 55 sièges à pourvoir au conseil municipal (population légale 2011 : 114 185 habitants)
- 34 sièges à pourvoir au conseil communautaire (Orléans Métropole)

|                          | Serge Grouard *           | UMP-UDI        | 17 603 | 53,64  | 44 | 27 |  |  |
|                          | Corinne Leveleux-Teixeira | PS-EELV        | 7 622  | 23,22  | 6  | 4  |  |  |
|                          | Philippe Lecoq            | FN             | 3 384  | 10,31  | 3  | 2  |  |  |
|                          | Michel Ricoud             | FG             | 2 720  | 8,28   | 2  | 1  |  |  |
|                          | Tahar Ben Chaabane        | DVD            | 1 060  | 3,23   |    |    |  |  |
|                          | Farida Megdoud            | LO             | 424    | 1,29   |    |    |  |  |
|                          |                           |                |        |        |    |    |  |  |
| Inscrits                 | Inscrits                  | Inscrits       | 62 414 | 100,00 |    |    |  |  |
| Abstentions              | Abstentions               | Abstentions    | 28 770 | 46,10  |    |    |  |  |
| Votants                  | Votants                   | Votants        | 33 644 | 53,90  |    |    |  |  |
| Blancs et nuls           | Blancs et nuls            | Blancs et nuls | 831    | 2,47   |    |    |  |  |
| Exprimés                 | Exprimés                  | Exprimés       | 32 813 | 97,53  |    |    |  |  |
| * Liste du maire sortant |                           |                |        |        |    |    |  |  |

### Ormes
- Maire sortant : Alain Touchard
- 27 sièges à pourvoir au conseil municipal (population légale 2011 : 3 532 habitants)
- 2 sièges à pourvoir au conseil communautaire (Orléans Métropole)

|                          | Alain Touchard * | DVD            | 1 479 | 100,00 | 27 | 2 |  |  |
|                          |                  |                |       |        |    |   |  |  |
| Inscrits                 | Inscrits         | Inscrits       | 2 814 | 100,00 |    |   |  |  |
| Abstentions              | Abstentions      | Abstentions    | 1 153 | 40,97  |    |   |  |  |
| Votants                  | Votants          | Votants        | 1 661 | 59,03  |    |   |  |  |
| Blancs et nuls           | Blancs et nuls   | Blancs et nuls | 182   | 10,96  |    |   |  |  |
| Exprimés                 | Exprimés         | Exprimés       | 1 479 | 89,04  |    |   |  |  |
| * Liste du maire sortant |                  |                |       |        |    |   |  |  |

### Ouzouer-sur-Loire
- Maire sortant : Michel Rigaux
- 23 sièges à pourvoir au conseil municipal (population légale 2011 : 2 762 habitants)
- 4 sièges à pourvoir au conseil communautaire (CC du Val de Sully)

| Tête de liste            | Tête de liste           | Liste          | Premier tour | Premier tour | Second tour | Second tour | Sièges | Sièges |
| Tête de liste            | Tête de liste           | Liste          | Voix         | %            | Voix        | %           | CM     | CC     |
| ------------------------ | ----------------------- | -------------- | ------------ | ------------ | ----------- | ----------- | ------ | ------ |
|                          | Michel Rigaux *         | SE             | 634          | 48,24        | 688         | 52,00       | 18     | 4      |
|                          | Jean-Christophe Lambert | SE             | 376          | 28,61        | 329         | 24,86       | 3      |        |
|                          | Dominique Brialix       | DVD            | 304          | 23,13        | 306         | 23,12       | 2      |        |
|                          |                         |                |              |              |             |             |        |        |
| Inscrits                 | Inscrits                | Inscrits       | 2 169        | 100,00       | 2 169       | 100,00      |        |        |
| Abstentions              | Abstentions             | Abstentions    | 759          | 34,99        | 789         | 36,38       |        |        |
| Votants                  | Votants                 | Votants        | 1 410        | 65,01        | 1 380       | 63,62       |        |        |
| Blancs et nuls           | Blancs et nuls          | Blancs et nuls | 96           | 6,81         | 57          | 4,13        |        |        |
| Exprimés                 | Exprimés                | Exprimés       | 1 314        | 93,19        | 1 323       | 95,87       |        |        |
| * Liste du maire sortant |                         |                |              |              |             |             |        |        |

### Pannes
- Maire sortant : Dominique Laurent
- 23 sièges à pourvoir au conseil municipal (population légale 2011 : 3 461 habitants)
- 3 sièges à pourvoir au conseil communautaire (CA montargoise et rives du Loing)

|                          | Dominique Laurent * | DVD            | 1 251 | 80,55  | 21 | 3 |  |  |
|                          | Frédéric Pay        | DVG            | 302   | 19,44  | 2  |   |  |  |
|                          |                     |                |       |        |    |   |  |  |
| Inscrits                 | Inscrits            | Inscrits       | 2 483 | 100,00 |    |   |  |  |
| Abstentions              | Abstentions         | Abstentions    | 863   | 34,76  |    |   |  |  |
| Votants                  | Votants             | Votants        | 1 620 | 65,24  |    |   |  |  |
| Blancs et nuls           | Blancs et nuls      | Blancs et nuls | 67    | 4,14   |    |   |  |  |
| Exprimés                 | Exprimés            | Exprimés       | 1 553 | 95,86  |    |   |  |  |
| * Liste du maire sortant |                     |                |       |        |    |   |  |  |

### Patay
- Maire sortant : Hubert Abraham (PS)
- 19 sièges à pourvoir au conseil municipal (population légale 2011 : 2 075 habitants)
- 5 sièges à pourvoir au conseil communautaire (CC de la Beauce Loirétaine)

|                | Marc Leblond    | DVD            | 532   | 62,00  | 16 | 4 |  |  |
|                | Laurence Collin | SE             | 326   | 37,99  | 3  | 1 |  |  |
|                |                 |                |       |        |    |   |  |  |
| Inscrits       | Inscrits        | Inscrits       | 1 414 | 100,00 |    |   |  |  |
| Abstentions    | Abstentions     | Abstentions    | 485   | 34,30  |    |   |  |  |
| Votants        | Votants         | Votants        | 929   | 65,70  |    |   |  |  |
| Blancs et nuls | Blancs et nuls  | Blancs et nuls | 71    | 7,64   |    |   |  |  |
| Exprimés       | Exprimés        | Exprimés       | 858   | 92,36  |    |   |  |  |

### Pithiviers
- Maire sortant : Marie-Thérèse Bonneau (PS)
- 29 sièges à pourvoir au conseil municipal (population légale 2011 : 8 893 habitants)
- 14 sièges à pourvoir au conseil communautaire (CC du Pithiverais)

|                | Philippe Nolland  | UMP-UDI        | 1 245 | 51,59  | 23 | 11 |  |  |
|                | Serge Décobert    | DVG            | 749   | 31,04  | 4  | 2  |  |  |
|                | Philippe Burgevin | DVG            | 419   | 17,36  | 2  | 1  |  |  |
|                |                   |                |       |        |    |    |  |  |
| Inscrits       | Inscrits          | Inscrits       | 4 970 | 100,00 |    |    |  |  |
| Abstentions    | Abstentions       | Abstentions    | 2 437 | 49,03  |    |    |  |  |
| Votants        | Votants           | Votants        | 2 533 | 50,97  |    |    |  |  |
| Blancs et nuls | Blancs et nuls    | Blancs et nuls | 120   | 4,74   |    |    |  |  |
| Exprimés       | Exprimés          | Exprimés       | 2 413 | 95,26  |    |    |  |  |

### Poilly-lez-Gien
- Maire sortant : Jean Rivier
- 19 sièges à pourvoir au conseil municipal (population légale 2011 : 2 370 habitants)
- 5 sièges à pourvoir au conseil communautaire (Communauté des communes giennoises)

| Tête de liste  | Tête de liste      | Liste          | Premier tour | Premier tour | Second tour | Second tour | Sièges | Sièges |
| Tête de liste  | Tête de liste      | Liste          | Voix         | %            | Voix        | %           | CM     | CC     |
| -------------- | ------------------ | -------------- | ------------ | ------------ | ----------- | ----------- | ------ | ------ |
|                | Alain Chaborel     | DVG            | 596          | 45,77        | 636         | 49,03       | 15     | 4      |
|                | Maryse Peloille    | DVD            | 451          | 34,63        | 440         | 33,92       | 3      | 1      |
|                | Jean-Claude Prieur | SE             | 255          | 19,58        | 221         | 17,03       | 1      |        |
|                |                    |                |              |              |             |             |        |        |
| Inscrits       | Inscrits           | Inscrits       | 1 895        | 100,00       | 1 895       | 100,00      |        |        |
| Abstentions    | Abstentions        | Abstentions    | 559          | 29,50        | 574         | 30,29       |        |        |
| Votants        | Votants            | Votants        | 1 336        | 70,50        | 1 321       | 69,71       |        |        |
| Blancs et nuls | Blancs et nuls     | Blancs et nuls | 34           | 2,54         | 24          | 1,82        |        |        |
| Exprimés       | Exprimés           | Exprimés       | 1 302        | 97,46        | 1 297       | 98,18       |        |        |

### Puiseaux
- Maire sortant : Claude Houzé
- 23 sièges à pourvoir au conseil municipal (population légale 2011 : 3 316 habitants)
- 8 sièges à pourvoir au conseil communautaire (CC du Pithiverais-Gâtinais)

|                | Michel Touraine | DVD            | 779   | 58,65  | 19 | 6 |  |  |
|                | Luc Nauleau     | DVD            | 549   | 41,34  | 4  | 2 |  |  |
|                |                 |                |       |        |    |   |  |  |
| Inscrits       | Inscrits        | Inscrits       | 2 265 | 100,00 |    |   |  |  |
| Abstentions    | Abstentions     | Abstentions    | 871   | 38,45  |    |   |  |  |
| Votants        | Votants         | Votants        | 1 394 | 61,55  |    |   |  |  |
| Blancs et nuls | Blancs et nuls  | Blancs et nuls | 66    | 4,73   |    |   |  |  |
| Exprimés       | Exprimés        | Exprimés       | 1 328 | 95,27  |    |   |  |  |

### Saint-Ay
- Maire sortant : Frédéric Cuillerier
- 23 sièges à pourvoir au conseil municipal (population légale 2011 : 3 147 habitants)
- 4 sièges à pourvoir au conseil communautaire (CC des Terres du Val de Loire)

|                          | Frédéric Cuillerier * | DVD            | 1 223 | 100,00 | 23 | 4 |  |  |
|                          |                       |                |       |        |    |   |  |  |
| Inscrits                 | Inscrits              | Inscrits       | 2 600 | 100,00 |    |   |  |  |
| Abstentions              | Abstentions           | Abstentions    | 1 178 | 45,31  |    |   |  |  |
| Votants                  | Votants               | Votants        | 1 422 | 54,69  |    |   |  |  |
| Blancs et nuls           | Blancs et nuls        | Blancs et nuls | 199   | 13,99  |    |   |  |  |
| Exprimés                 | Exprimés              | Exprimés       | 1 223 | 86,01  |    |   |  |  |
| * Liste du maire sortant |                       |                |       |        |    |   |  |  |

### Saint-Benoît-sur-Loire
- Maire sortant : Gilbert Coutellier
- 19 sièges à pourvoir au conseil municipal (population légale 2011 : 2 060 habitants)
- 4 sièges à pourvoir au conseil communautaire (CC du Val de Sully)

|                | Gilles Burgevin | DVD            | 699   | 100,00 | 19 | 4 |  |  |
|                |                 |                |       |        |    |   |  |  |
| Inscrits       | Inscrits        | Inscrits       | 1 423 | 100,00 |    |   |  |  |
| Abstentions    | Abstentions     | Abstentions    | 520   | 36,54  |    |   |  |  |
| Votants        | Votants         | Votants        | 903   | 63,46  |    |   |  |  |
| Blancs et nuls | Blancs et nuls  | Blancs et nuls | 204   | 22,59  |    |   |  |  |
| Exprimés       | Exprimés        | Exprimés       | 699   | 77,41  |    |   |  |  |

### Saint-Cyr-en-Val
- Maire sortant : Christian Braux
- 23 sièges à pourvoir au conseil municipal (population légale 2011 : 3 066 habitants)
- 2 sièges à pourvoir au conseil communautaire (Orléans Métropole)

|                          | Christian Braux * | DVD            | 1 234 | 100,00 | 23 | 2 |  |  |
|                          |                   |                |       |        |    |   |  |  |
| Inscrits                 | Inscrits          | Inscrits       | 2 613 | 100,00 |    |   |  |  |
| Abstentions              | Abstentions       | Abstentions    | 1 040 | 39,80  |    |   |  |  |
| Votants                  | Votants           | Votants        | 1 573 | 60,20  |    |   |  |  |
| Blancs et nuls           | Blancs et nuls    | Blancs et nuls | 339   | 21,55  |    |   |  |  |
| Exprimés                 | Exprimés          | Exprimés       | 1 234 | 78,45  |    |   |  |  |
| * Liste du maire sortant |                   |                |       |        |    |   |  |  |

### Saint-Denis-de-l'Hôtel
- Maire sortant : Jean-Pierre Garnier
- 23 sièges à pourvoir au conseil municipal (population légale 2011 : 2 934 habitants)
- 3 sièges à pourvoir au conseil communautaire (CC des Loges)

|                          | Jean-Pierre Garnier * | DVD            | 898   | 65,69  | 19 | 2 |  |  |
|                          | Daniel Oberson        | DVD            | 469   | 34,30  | 4  | 1 |  |  |
|                          |                       |                |       |        |    |   |  |  |
| Inscrits                 | Inscrits              | Inscrits       | 2 071 | 100,00 |    |   |  |  |
| Abstentions              | Abstentions           | Abstentions    | 621   | 29,99  |    |   |  |  |
| Votants                  | Votants               | Votants        | 1 450 | 70,01  |    |   |  |  |
| Blancs et nuls           | Blancs et nuls        | Blancs et nuls | 83    | 5,72   |    |   |  |  |
| Exprimés                 | Exprimés              | Exprimés       | 1 367 | 94,28  |    |   |  |  |
| * Liste du maire sortant |                       |                |       |        |    |   |  |  |

### Saint-Denis-en-Val
- Maire sortant : Jacques Martinet
- 29 sièges à pourvoir au conseil municipal (population légale 2011 : 7 166 habitants)
- 3 sièges à pourvoir au conseil communautaire (Orléans Métropole)

|                          | Jacques Martinet * | DVD            | 2 987 | 79,67  | 26 | 3 |  |  |
|                          | Prosper Mouak      | PS             | 762   | 20,32  | 3  |   |  |  |
|                          |                    |                |       |        |    |   |  |  |
| Inscrits                 | Inscrits           | Inscrits       | 5 927 | 100,00 |    |   |  |  |
| Abstentions              | Abstentions        | Abstentions    | 2 036 | 34,35  |    |   |  |  |
| Votants                  | Votants            | Votants        | 3 891 | 65,65  |    |   |  |  |
| Blancs et nuls           | Blancs et nuls     | Blancs et nuls | 142   | 3,65   |    |   |  |  |
| Exprimés                 | Exprimés           | Exprimés       | 3 749 | 96,35  |    |   |  |  |
| * Liste du maire sortant |                    |                |       |        |    |   |  |  |

### Saint-Hilaire-Saint-Mesmin
- Maire sortant : Christian Olive
- 23 sièges à pourvoir au conseil municipal (population légale 2011 : 2 866 habitants)
- 2 sièges à pourvoir au conseil communautaire (Orléans Métropole)

|                | Patrick Pinault  | DVD            | 907   | 59,63  | 19 | 2 |  |  |
|                | Philippe Derrien | DVG            | 614   | 40,36  | 4  |   |  |  |
|                |                  |                |       |        |    |   |  |  |
| Inscrits       | Inscrits         | Inscrits       | 2 176 | 100,00 |    |   |  |  |
| Abstentions    | Abstentions      | Abstentions    | 602   | 27,67  |    |   |  |  |
| Votants        | Votants          | Votants        | 1 574 | 72,33  |    |   |  |  |
| Blancs et nuls | Blancs et nuls   | Blancs et nuls | 53    | 3,37   |    |   |  |  |
| Exprimés       | Exprimés         | Exprimés       | 1 521 | 96,63  |    |   |  |  |

### Saint-Jean-de-Braye
- Maire sortant : David Thiberge (PS)
- 33 sièges à pourvoir au conseil municipal (population légale 2011 : 19 257 habitants)
- 5 sièges à pourvoir au conseil communautaire (Orléans Métropole)

|                          | David Thiberge * | PS-PCF-EELV    | 3 937  | 56,86  | 26 | 4 |  |  |
|                          | Michel Delporte  | DVD            | 2 986  | 43,13  | 7  | 1 |  |  |
|                          |                  |                |        |        |    |   |  |  |
| Inscrits                 | Inscrits         | Inscrits       | 12 764 | 100,00 |    |   |  |  |
| Abstentions              | Abstentions      | Abstentions    | 5 494  | 43,04  |    |   |  |  |
| Votants                  | Votants          | Votants        | 7 270  | 56,96  |    |   |  |  |
| Blancs et nuls           | Blancs et nuls   | Blancs et nuls | 347    | 4,77   |    |   |  |  |
| Exprimés                 | Exprimés         | Exprimés       | 6 923  | 95,23  |    |   |  |  |
| * Liste du maire sortant |                  |                |        |        |    |   |  |  |

### Saint-Jean-de-la-Ruelle
- Maire sortant : Christophe Chaillou (PS)
- 33 sièges à pourvoir au conseil municipal (population légale 2011 : 16 680 habitants)
- 5 sièges à pourvoir au conseil communautaire (Orléans Métropole)

|                          | Christophe Chaillou * | PS             | 2 857  | 56,66  | 27 | 5 |  |  |
|                          | Antoinette Parayre    | UMP            | 1 098  | 21,77  | 3  |   |  |  |
|                          | Mireille Endt         | DVD            | 656    | 13,01  | 2  |   |  |  |
|                          | Thierry Berthelemy    | PCF            | 431    | 8,54   | 1  |   |  |  |
|                          |                       |                |        |        |    |   |  |  |
| Inscrits                 | Inscrits              | Inscrits       | 10 035 | 100,00 |    |   |  |  |
| Abstentions              | Abstentions           | Abstentions    | 4 679  | 46,63  |    |   |  |  |
| Votants                  | Votants               | Votants        | 5 356  | 53,37  |    |   |  |  |
| Blancs et nuls           | Blancs et nuls        | Blancs et nuls | 314    | 5,86   |    |   |  |  |
| Exprimés                 | Exprimés              | Exprimés       | 5 042  | 94,14  |    |   |  |  |
| * Liste du maire sortant |                       |                |        |        |    |   |  |  |

### Saint-Jean-le-Blanc
- Maire sortant : Jackie Zinsius
- 29 sièges à pourvoir au conseil municipal (population légale 2011 : 8 136 habitants)
- 3 sièges à pourvoir au conseil communautaire (Orléans Métropole)

| Tête de liste  | Tête de liste      | Liste          | Premier tour | Premier tour | Second tour | Second tour | Sièges | Sièges |
| Tête de liste  | Tête de liste      | Liste          | Voix         | %            | Voix        | %           | CM     | CC     |
| -------------- | ------------------ | -------------- | ------------ | ------------ | ----------- | ----------- | ------ | ------ |
|                | Christian Bois     | UMP            | 1 591        | 48,40        | 1 522       | 47,06       | 22     | 2      |
|                | Françoise Grivotet | DVD            | 1 054        | 32,06        | 1 175       | 36,33       | 5      | 1      |
|                | Dominique Lhomme   | DVG            | 642          | 19,53        | 537         | 16,60       | 2      |        |
|                |                    |                |              |              |             |             |        |        |
| Inscrits       | Inscrits           | Inscrits       | 5 598        | 100,00       | 5 598       | 100,00      |        |        |
| Abstentions    | Abstentions        | Abstentions    | 2 223        | 39,71        | 2 305       | 41,18       |        |        |
| Votants        | Votants            | Votants        | 3 375        | 60,29        | 3 293       | 58,82       |        |        |
| Blancs et nuls | Blancs et nuls     | Blancs et nuls | 88           | 2,61         | 59          | 1,79        |        |        |
| Exprimés       | Exprimés           | Exprimés       | 3 287        | 97,39        | 3 234       | 98,21       |        |        |

### Saint-Pryvé-Saint-Mesmin
- Maire sortant : Thierry Cousin
- 29 sièges à pourvoir au conseil municipal (population légale 2011 : 5 148 habitants)
- 2 sièges à pourvoir au conseil communautaire (Orléans Métropole)

|                          | Thierry Cousin * | UMP            | 1 689 | 68,51  | 25 | 2 |  |  |
|                          | Pascale Adam     | DVG            | 776   | 31,48  | 4  |   |  |  |
|                          |                  |                |       |        |    |   |  |  |
| Inscrits                 | Inscrits         | Inscrits       | 4 212 | 100,00 |    |   |  |  |
| Abstentions              | Abstentions      | Abstentions    | 1 639 | 38,91  |    |   |  |  |
| Votants                  | Votants          | Votants        | 2 573 | 61,09  |    |   |  |  |
| Blancs et nuls           | Blancs et nuls   | Blancs et nuls | 108   | 4,20   |    |   |  |  |
| Exprimés                 | Exprimés         | Exprimés       | 2 465 | 95,80  |    |   |  |  |
| * Liste du maire sortant |                  |                |       |        |    |   |  |  |

### Sandillon
- Maire sortant : Daniel Brusseau
- 27 sièges à pourvoir au conseil municipal (population légale 2011 : 3 908 habitants)
- 9 sièges à pourvoir au conseil communautaire (CC des Loges)

|                | Gérard Malbo   | DVD            | 1 417 | 100,00 | 27 | 9 |  |  |
|                |                |                |       |        |    |   |  |  |
| Inscrits       | Inscrits       | Inscrits       | 3 016 | 100,00 |    |   |  |  |
| Abstentions    | Abstentions    | Abstentions    | 1 254 | 41,58  |    |   |  |  |
| Votants        | Votants        | Votants        | 1 762 | 58,42  |    |   |  |  |
| Blancs et nuls | Blancs et nuls | Blancs et nuls | 345   | 19,58  |    |   |  |  |
| Exprimés       | Exprimés       | Exprimés       | 1 417 | 80,42  |    |   |  |  |

### Saran
- Maire sortant : Maryvonne Hautin (PC)
- 33 sièges à pourvoir au conseil municipal (population légale 2011 : 15 200 habitants)
- 4 sièges à pourvoir au conseil communautaire (Orléans Métropole)

|                          | Maryvonne Hautin * | PCF            | 3 390  | 55,60  | 26 | 3 |  |  |
|                          | Laurent Lhomme     | DVD            | 2 051  | 33,63  | 6  | 1 |  |  |
|                          | Daniel Tournez     | PS             | 656    | 10,75  | 1  |   |  |  |
|                          |                    |                |        |        |    |   |  |  |
| Inscrits                 | Inscrits           | Inscrits       | 10 886 | 100,00 |    |   |  |  |
| Abstentions              | Abstentions        | Abstentions    | 4 535  | 41,66  |    |   |  |  |
| Votants                  | Votants            | Votants        | 6 351  | 58,34  |    |   |  |  |
| Blancs et nuls           | Blancs et nuls     | Blancs et nuls | 254    | 4,00   |    |   |  |  |
| Exprimés                 | Exprimés           | Exprimés       | 6 097  | 96,00  |    |   |  |  |
| * Liste du maire sortant |                    |                |        |        |    |   |  |  |

### Semoy
- Maire sortant : Pierre Ody
- 23 sièges à pourvoir au conseil municipal (population légale 2011 : 3 205 habitants)
- 2 sièges à pourvoir au conseil communautaire (Orléans Métropole)

|                          | Laurent Baude  | DVG            | 1 059 | 63,03  | 19 | 2 |  |  |
|                          | Pierre Ody *   | DVG            | 621   | 36,96  | 4  |   |  |  |
|                          |                |                |       |        |    |   |  |  |
| Inscrits                 | Inscrits       | Inscrits       | 2 452 | 100,00 |    |   |  |  |
| Abstentions              | Abstentions    | Abstentions    | 667   | 27,20  |    |   |  |  |
| Votants                  | Votants        | Votants        | 1 785 | 72,80  |    |   |  |  |
| Blancs et nuls           | Blancs et nuls | Blancs et nuls | 105   | 5,88   |    |   |  |  |
| Exprimés                 | Exprimés       | Exprimés       | 1 680 | 94,12  |    |   |  |  |
| * Liste du maire sortant |                |                |       |        |    |   |  |  |

### Sully-sur-Loire
- Maire sortant : Daniel Sablon (DVD)
- 29 sièges à pourvoir au conseil municipal (population légale 2011 : 5 455 habitants)
- 4 sièges à pourvoir au conseil communautaire (CC du Val de Sully)

| Tête de liste  | Tête de liste    | Liste          | Premier tour | Premier tour | Second tour | Second tour | Sièges | Sièges |
| Tête de liste  | Tête de liste    | Liste          | Voix         | %            | Voix        | %           | CM     | CC     |
| -------------- | ---------------- | -------------- | ------------ | ------------ | ----------- | ----------- | ------ | ------ |
|                | Jean-Luc Riglet  | DVD            | 1 012        | 45,50        | 1 180       | 52,07       | 23     | 3      |
|                | André Kuypers    | DVD            | 784          | 35,25        | 735         | 32,43       | 4      | 1      |
|                | Jacques Cherreau | DVG            | 428          | 19,24        | 351         | 15,48       | 2      |        |
|                |                  |                |              |              |             |             |        |        |
| Inscrits       | Inscrits         | Inscrits       | 3 709        | 100,00       | 3 709       | 100,00      |        |        |
| Abstentions    | Abstentions      | Abstentions    | 1 391        | 37,50        | 1 375       | 37,07       |        |        |
| Votants        | Votants          | Votants        | 2 318        | 62,50        | 2 334       | 62,93       |        |        |
| Blancs et nuls | Blancs et nuls   | Blancs et nuls | 94           | 4,06         | 68          | 2,91        |        |        |
| Exprimés       | Exprimés         | Exprimés       | 2 224        | 95,94        | 2 266       | 97,09       |        |        |

### Tigy
- Maire sortant : Jean-Yves Coco
- 19 sièges à pourvoir au conseil municipal (population légale 2011 : 2 296 habitants)
- 5 sièges à pourvoir au conseil communautaire (CC des Loges)

|                          | Noël Le Goff     | DVD            | 697   | 63,88  | 16 | 4 |  |  |
|                          | Jean-Yves Coco * | DVD            | 394   | 36,11  | 3  | 1 |  |  |
|                          |                  |                |       |        |    |   |  |  |
| Inscrits                 | Inscrits         | Inscrits       | 1 654 | 100,00 |    |   |  |  |
| Abstentions              | Abstentions      | Abstentions    | 525   | 31,74  |    |   |  |  |
| Votants                  | Votants          | Votants        | 1 129 | 68,26  |    |   |  |  |
| Blancs et nuls           | Blancs et nuls   | Blancs et nuls | 38    | 3,37   |    |   |  |  |
| Exprimés                 | Exprimés         | Exprimés       | 1 091 | 96,63  |    |   |  |  |
| * Liste du maire sortant |                  |                |       |        |    |   |  |  |

### Traînou
- Maire sortant : Michel Pothain
- 23 sièges à pourvoir au conseil municipal (population légale 2011 : 3 150 habitants)
- 4 sièges à pourvoir au conseil communautaire (CC de la Forêt)

| Tête de liste  | Tête de liste       | Liste          | Premier tour | Premier tour | Second tour | Second tour | Sièges | Sièges |
| Tête de liste  | Tête de liste       | Liste          | Voix         | %            | Voix        | %           | CM     | CC     |
| -------------- | ------------------- | -------------- | ------------ | ------------ | ----------- | ----------- | ------ | ------ |
|                | Jean-Yves Gueugnon  | DVD            | 778          | 48,99        | 882         | 65,96       | 19     | 3      |
|                | Jean-Marc Kulacs    | DVG            | 524          | 32,99        |             |             |        |        |
|                | Marie-Claude Milano | SE             | 286          | 18,01        | 455         | 34,03       | 4      | 1      |
|                |                     |                |              |              |             |             |        |        |
| Inscrits       | Inscrits            | Inscrits       | 2 408        | 100,00       | 2 408       | 100,00      |        |        |
| Abstentions    | Abstentions         | Abstentions    | 773          | 32,10        | 917         | 38,08       |        |        |
| Votants        | Votants             | Votants        | 1 635        | 67,90        | 1 491       | 61,92       |        |        |
| Blancs et nuls | Blancs et nuls      | Blancs et nuls | 47           | 2,87         | 154         | 10,33       |        |        |
| Exprimés       | Exprimés            | Exprimés       | 1 588        | 97,13        | 1 337       | 89,67       |        |        |

### Villemandeur
- Maire sortant : Denise Serrano
- 29 sièges à pourvoir au conseil municipal (population légale 2011 : 6 572 habitants)
- 5 sièges à pourvoir au conseil communautaire (CA montargoise et rives du Loing)

| Tête de liste            | Tête de liste    | Liste          | Premier tour | Premier tour | Second tour | Second tour | Sièges | Sièges |
| Tête de liste            | Tête de liste    | Liste          | Voix         | %            | Voix        | %           | CM     | CC     |
| ------------------------ | ---------------- | -------------- | ------------ | ------------ | ----------- | ----------- | ------ | ------ |
|                          | Denise Serrano * | DVD            | 1 147        | 38,13        | 1 262       | 41,43       | 21     | 4      |
|                          | Bernard Fournier | DVG            | 932          | 30,98        | 940         | 30,86       | 4      | 1      |
|                          | André Prigent    | DVD            | 929          | 30,88        | 844         | 27,70       | 4      |        |
|                          |                  |                |              |              |             |             |        |        |
| Inscrits                 | Inscrits         | Inscrits       | 4 891        | 100,00       | 4 891       | 100,00      |        |        |
| Abstentions              | Abstentions      | Abstentions    | 1 742        | 35,62        | 1 750       | 35,78       |        |        |
| Votants                  | Votants          | Votants        | 3 149        | 64,38        | 3 141       | 64,22       |        |        |
| Blancs et nuls           | Blancs et nuls   | Blancs et nuls | 141          | 4,48         | 95          | 3,02        |        |        |
| Exprimés                 | Exprimés         | Exprimés       | 3 008        | 95,52        | 3 046       | 96,98       |        |        |
| * Liste du maire sortant |                  |                |              |              |             |             |        |        |